# Kušjar ibn Laban
Abul Hasan Kušjar ibn Laban ibn Bašahri Gilani (971–1029), takođe poznat i kao Kušjar Gilani (persijski: کوشیار گیلانی‎), bio je persijski matematičar, geograf i astronom rodom iz Gilana na južnoj obali Kaspijskog mora (današnji Iran). 
Uglavnom se bavio trigonometrijom te naslanjao na rad svog prethodnika Abul Vefe, čije je metode iskoristio za svoj zidž ili zbirku astronomskih tablica. Napisao je knjigu o astrologiji i aritmetički traktat pod naslovom Principi hinduskog brojanja (Kitab fi usul hisab al-hind), čiji je originalni primerak danas sačuvan i predstavlja jedan od najstarijih tekstova koji su koristili arapske brojke. On je takođe znatno doprineo konačnom formiranju sinusne teoreme. Biruni tvrdi da je Kušjar u arapskom jeziku odabrao termin aš-šakl al-mugni da bi označio tu teoremu. Učenik mu je bio Ahmad Nasavi.